# Kuzgun
Kuzgun es una serie de televisión que se transmite por el canal Star TV, se transmitió entre el 13 de febrero de 2019 al 16 de octubre de 2019, protagonizada por Barış Arduç y Burcu Biricik.

## Reparto
- Barış Arduç como Kuzgun Cebeci
- Burcu Biricik como Dila Bilgin Cebeci
- Settar Tanrıöğen como Derviş Cevheri
- Erdal Küçükkömürcü como Şeref Dağıstanlı
- Hatice Aslan como Meryem                                                                                          Cebeci
- Levent Ülgen como Rıfat Bilgin
- Caner Şahin como Kartal Cebeci
- Ahsen Eroğlu como Kumru Cebeci
- Aytek Şayan como Ali Bilgin
- İpek Erdem como Şermin Bilgin
- Derya Beşerler como Seda Bilgin
- Hande Dilan Hancı como Füsun
- Burak Uyanık como Fikret
- Orhan Eşkin como Nadir
- Haydar Köyel como Ayhan
- Yiğit Çakır como Zeki
- Aykut Yılmaz
- Almina Kahraman como Defne Uğur
- Su Burcu Yazgı Coşkun como Naz Bilgin
- Metehan Parıltı como Kuzgun (niño)
- Nisa Sofiya Aksongur como Dila (niña)

## Temporadas
| Temporada | Temporada | Episodios | Rango de episodios | Emisión original         | Emisión original      |
| Temporada | Temporada | Episodios | Rango de episodios | Inicio                   | Final                 |
| --------- | --------- | --------- | ------------------ | ------------------------ | --------------------- |
|           | 1         | 16        | 1 - 16             | 13 de febrero de 2019    | 29 de mayo de 2019    |
|           | 2         | 5         | 17 - 21            | 18 de septiembre de 2019 | 16 de octubre de 2019 |